# Antonio Candreva
Antonio Candreva (Roma, 28 de fevereiro de 1987) é um futebolista italiano que atua como meio-campista e ponta-direita. Atualmente joga na Salernitana.

## Seleção Italiana
Ele representou a Seleção Italiana nas Olimpíadas de 2008.
Estreou pela Seleção Italiana principal no dia 14 de novembro de 2009, em um amistoso contra a Holanda.

## Títulos
Lazio
- Copa da Itália: 2012–13